# Les Supers Nanas Zeta
Les Supers Nanas Zeta (出ましたっ！ パワパフ ガールズ Z, Demashita! Pawapafu Gāruzu Zetto), aussi connu au Québec sous le nom de Les Filles Powerpuff Z, est une série d'animation japonaise (anime) en 52 épisodes doubles de 25 minutes, basée sur la franchise originale américaine Les Supers Nanas.
Coproduite par Cartoon Network Studios, Toei Animation, et Aniplex, la série a été diffusée pour la première fois au Japon sur TV Tokyo, le 1er juillet 2006. Le 1er août, elle est diffusée sur ATX et le 1er avril sur Cartoon Network Japon. En France, Cartoon Network diffuse la série à partir du 5 janvier 2009. Depuis janvier 2012, elle est rediffusée sur la chaîne Boing. Au Québec, la série a été diffusée sur Télétoon de 2009 à 2010.
Un manga homonyme, pré-publié en août 2006 par Ribon, a été publié  par Shueishadu 3 juillet 2006 au 2 juin 2007.

## Synopsis
À la vue de changements climatiques soudains, Ken Kitazawa se voit dans l'obligation d'utiliser l'agent chimique Z, un nouveau procédé de l'agent chimique X, afin de détruire un glacier géant. Une fois cela fait, des rayons Z blancs et des rayons Z noirs s'échappèrent du glacier et s'éparpillèrent dans le ciel. C'est ainsi que trois fillettes ordinaires se font heurter par les rayons Z blancs et prennent désormais la défense du pays : Les Supers Nanas Zeta. Les rayons Z noirs heurtent différents animaux et êtres humains créant ainsi des êtres aux pouvoirs maléfiques. C'est ainsi que les Supers Nanas Zeta, Belle, Bulle et Rebelle feront désormais régner l'ordre et la justice envers l'humanité.

## Personnages

### Personnages principaux
- Momoko Akatsutsumi (赤堤ももこ, Akatsutsumi Momoko?) / Belle (Hyper Blossom en vo, et Florá en vq)

Belle est la première à rejoindre le groupe avec des cheveux orange avec un ruban rouge, des yeux roses, et une robe rose. Elle combat à l'aide d'un yo-yo et est représentée par des cœurs roses et rouges. Comme toujours, elle s'est auto-proclamée chef. Elle remarque toujours les beaux garçons et adore tout ce qui touche au manga et animé peuplés de héros en tout genre. Elle est connue pour être une maniaque dans ce domaine. Belle adore manger des sucreries en tout genre, et partage cette passion avec Mojo Jojo. D'ailleurs, tous ses noms d'attaque ont rapport aux sucreries ! Elle déteste le céleri et a peur des dentistes, a une sœur nommée Kuriko, vit avec ses parents et rêve de se marier dans le futur.
- Miyako Gotokuji (豪徳寺みやこ, Gōtokuji Miyako?) / Bulle (Rolling Bubbles en vo, et  Yoyo en vq)

Bulle est la deuxième à rejoindre le groupe des Supers Nanas Zeta avec des cheveux jaune citron, des yeux bleus et une robe bleu ciel. Elle combat à l'aide d'un bâton à bulle et est représentée par des bulles bleu ciel. Jeune fille timide au cœur tendre, elle est connue pour être extrêmement populaire auprès des garçons. Elle ne semble pas totalement avoir conscience du pouvoir qu'elle possède. En plus d'être très polie, elle est très fashion et possède toujours cette passion pour les animaux, ainsi que sa petite peluche pieuvre. Bulle vit avec sa grand-mère, tandis que ses parents vivent à Kyoto. Elle rêve de devenir designer ou top modèle.
- Kaoru Matsubara (松原かおる, Matsubara Kaoru?) / Rebelle (Powered Buttercup en vo, et Bouton d'or en vq)

Rebelle est la troisième et dernière à rejoindre l'équipe avec des cheveux gris, des yeux verts, et une robe vert et jaune. Elle combat à l'aide d'un marteau Daruma Otoshi et est représentée par des étoiles vertes et jaunes. Elle déteste tout ce qui est « fille », à commencer par les jupes. C'est pourquoi elle hésitait à rejoindre le groupe. C'est un garçon manqué et se fâche très facilement. Elle est connue pour être une fanatique de sport, et elle excelle dans tous les sports, surtout le football. Elle a aussi un fan club de fille. Elle est très impolie, peu importe l'âge de l'interlocuteur. Rebelle a un père (catcheur), une mère ainsi que 2 frères (un plus vieux et un plus jeune). Elle rêve de devenir une catcheuse professionnelle, tout comme son père.

### Personnages secondaires
- Professeur Utonium (ユートニウム博士, Yūtoniumu-Hakase?) : Le professeur Utonium est un grand chimiste, il est l'inventeur de l'agent chimique Z. Il trouve presque toujours des solutions et a un fils de huit ans. Sa femme est mentionnée et il doit être veuf.

- Ken Kitazawa (北沢ケン, Kitazawa Ken?) : Ken est le fils du professeur, il est tout aussi intelligent que lui et est plus mature que les filles (Momoko, Miyako et Kaoru), malgré son très jeune âge. Sa mère est mentionnée et il doit être orphelin de mère.

- Poochi (ピーチ, Pīchi?) : Poochi est un petit chien robot qui a trouvé l'usage de la parole lors d'événements étranges.

- Le maire (メイヤー市長, Meiyā Shichō?) : Meyer, le maire est celui qui représente le Nouveau Townsville (Tokyo City au Japon). Il prend toutes les décisions et fait appel aux super nanas, lorsque sa ville est en danger.

- Mademoiselle Bellum (ミス・ベラム, Misu Beramu?) : Mademoiselle Bellum est la secrétaire du maire. Sans elle, il ne serait pas grand chose. Son visage n'est jamais dévoilé au cours de la série (bien que certaines actions du personnage tentent à tromper le téléspectateur qui croit que son visage pourrait éventuellement être dévoilé).

- Mademoiselle Keane (キーン先生, Kīn-sensei?) : Elle est le professeur des super nanas, elle laisse parfois la place à ses collègues. Cela lui laisse d'ailleurs le temps de remplir sa vie amoureuse…

### Ennemis
Article détaillé : Liste des personnages des Supers Nanas
- Mojo Jojo : Alors qu'il n'est qu'un singe tout à fait normal, Mojo se retrouve soudainement plongé dans une envie de conquérir le monde, après avoir été percuté par une étrange lumière de couleur noire. Il fait tout pour se débarrasser de nos héroïnes... mais en vain ! Il est intelligent, mais passe plus son temps à manger qu'autre chose. Il a été un souffre-douleur pour le visiteur du zoo avant sa transformation.

- Princesse Plénozas (Himeko Shirogane) : Petite fille à son papa, Princesse a absolument tout ce qu'elle désire. Elle fait tout pour montrer au monde sa richesse et le fait qu'elle ne soit pas n'importe qui. Tapis rouge, argent, bonnes par dizaines, tout aurait dû aller pour le mieux, mais non ! Les Super Nanas Zeta sont toujours là pour lui voler la vedette et elle ne le supporte pas ! Après un incident étrange, Princesse change constamment d'apparences lorsqu'elle ne peux plus supporter les événements qui l'entourent.

- Gros Filou (Fuzzy Lumpkins) : Fidèle amoureux de la nature, il n'est pas si méchant qu'il semble l'être. Il veut surtout que l'on respecte l'environnement et surtout que personne ne frôle le sol de son territoire. Sa forme originel est hors champs.

- Les Invertébrés (Amoeba Boys) : Ce sont trois petits microbes qui n'ont rien de vraiment bien méchants, malgré tous leurs efforts. Un d'eux est féminin. Au début ce sont de minuscules bactéries.

- Sakurako/Sédusa : Jeune fille amoureuse, Sakurako s'occupe de l'épicerie de ses parents décédés. Croyant coûte que coûte qu'un peu de gloss sur ses lèvres la rendra plus jolie aux yeux de son bien-aimé, elle devient Sédusa a la façon du Docteur Jekyll et M. Hyde. Une femme souhaitant être plus belle que toutes les autres, toujours dans le but de séduire ce même jeune homme. En plus elle est une amie des protagonistes.

- La bande des Ripoux (Gangreen Gang) : La bande des Ripoux (Ace, Arturo, Big Billy, Snake, Grubber) est une bande de cinq voyous. Ils font tous partie de familles à bon revenu mais préfèrent commettre des délits et trainer dans les rues. Au contraire des originaux de cartoon network ceux-ci veulent devenir des génies du mal avec leurs pouvoir. Arturo a une super vitesse, Snake a un pouvoir hypnotique, Big Billy a une force surhumaine, Grubber a un pouvoir métamorphe, Ace aux cartes tranchantes. Leurs formes originaux sont inconnues.

- Les sales petits mecs (Rowdyruff Boys) : Balaise, Fier à bras et Bâtard sont les sales petits mecs, et comme leurs noms français l'indiquent ce sont vraiment de sales petits mecs! Ils sont amoureux des Supers Nanas et attirent des ennuis à pas mal de monde, surtout à leur créateur. De plus ce sont des clones version mâle crée par Mojo Jojo.

- Lui (Kare, Him) : Maitre incontesté du mal, il est la réponse et la cause de nombreux mystères. Il a la peau jaune et porte un bonnet de joker, il est habillé de façon efféminée (jupe, cuissardes à talons aiguilles), il a une voix extrêmement aiguë, a faire penser qu'il est une dame, il est difficile d'identifier son sexe, il est un maitre dans le domaine de la magie et possède des pinces rouges. Il a le pouvoir de chimique Z à la poudre noire. Sa forme originel est inconnu.

## Fiche technique
- Titre original : 出ましたっ！ パワパフ ガールズ Z (Demashita! Pawapafu Gāruzu Zetto?)
- Titre français : Les Supers Nanas Zeta
- Réalisation : Hiroyuki Kakudou et Megumu Ishiguro
- Scénario : Takashi Yamada d'après les personnages créés par Craig McCracken
- Direction artistique : Yoshiyuki Shikano, Yuri Takagi
- Conception des personnages : Miho Shimogasa
- Musique : Hiroshi Nakamura et Taichi Master
- Production : Yoshiya Ayugai et Mark Buhaj (Cartoon Network), Hiromi Seki et Hideo Katsumata
- Sociétés de production :  Cartoon Network, Toei Animation, Aniplex
- Pays d'origine :  Japon
- Langue originale : japonais
- Format : couleur — 4:3 — Dolby stéréo
- Genre : animation
- Nombre d'épisodes : 52 (26x2)
- Durée : 25 minutes
- Dates de première diffusion :
  - Japon : 1er juillet 2006
  - France : 5 janvier 2009

## Distribution

### Voix originales
- Emiri Katō : Momoko Akatsutsumi / Hyper Blossom
- Nami Miyahara : Miyako Gotukuji / Rolling Bubbles
- Machiko Kawana : Kaoru Matsubara / Powered Buttercup
- Taiten Kusunoki : Utonium Kitazawa
- Hideyuki Tanaka : Mayer (Le Maire)
- Yōko Kawanami : Sara Bellum
- Masashi Ebara : Mojo Jojo
- Makiko Ōmoto : Ken Kitazawa
- Tomoko Kaneda : Peach
- Mitsuaki Madono : Ace
- Ryūsei Nakao : Kare(Lui)

### Voix françaises
- Sauvane Delanoë : Belle
- Marie-Laure Dougnac : Bulle
- Olivia Luccioni : Rebelle
- Mathias Kozlowski : le professeur Utonium
- René Morard : le Maire
- Catherine Cyler : Mlle Keane
- Pascale Jacquemont : Sara Bellum et la mère de Rebelle
- Christian Pélissier : Mojo Jojo
- Jean-Pierre Gernez : le proviseur, le père de Rebelle, le père de la Princesse Plénozas, voix additionnelles
- Nathalie Bienaimé : Ken, voix additionnelles
- Renaud Meyer : Poochie, voix additionnelles
- Charlyne Pestel : Princesse Plénozas et le Stylo
- Régine Teyssot : Sédusa et Sakurako (Annie)
- Brigitte Lecordier : Balèze, Jason, la Gomme, voix additionnelles

- Version française
  - Studio de doublage : Dubbing Brothers[4]
  - Direction artistique : Anne Rochant
  - Adaptation : Nadine Delanoë

### Voix Québécoise
- Helena Evangeliou : Florá
- Claudia-Laurie Corbeil : Yoyo
- Camille Cyr-Desmarais : Bouton d'or
- Martin Watier : Professeur Utonium et le Maire
- Viviane Pacal : Mlle Bellum et Ken
- Antoine Durand : Mojo Jojo
- Catherine Bonneau : Mlle Keane
- Louis-Olivier Maufette : Poochie

## Épisodes
1. Au secours des enfants / Le Secret des Supers Nanas
2. Ça pétille à New Townsville[5]
3. Elles sont enfin 3[5]
4. Quelle famille[5]
5. La Revanche de Mojo Jojo / L'Escalade
6. Gros Filou / Princesse Plénosas
7. Le Nouveau Maire / Les Infâmes Invertébrés
8. Sédusa[5]
9. Coach rebelle / Gros Filou est amoureux
10. Gigi le Grand[5]
11. Vive la Princesse / Bon anniversaire, New Townsville
12. Le Premier Amour de Bulle[5]
13. Mojo Jojo et les Invertébrés / La Vengeance de Negatron
14. Le Gang des véreux[5]
15. Fashion Victim / Le Culte de la nouille
16. Nuits blanches à New Townsville[5]
17. Le Journal de l'école / La Revanche de Phonicor
18. Le Mojo Jojo Ripoux Club[5]
19. Trois Petites Notes de musique / Prof à tout faire
20. Les Sales Petits Mecs[5]
21. Petit canard deviendra grand / La Révolte des légumes
22. Un appétit féroce[5]
23. Quelle comédie / Le Combat des scarabées
24. Ami d'un jour, ami pour toujours[5]
25. Bonne mine et Capitaine gomme / Le Pouvoir des fleurs
26. Le Noël de Ken[5]

## Production
La conception des personnages a été confiée à Miho Shimogasa (Sailor Moon, Battle Spirits Shonen Toppa Bashin). La production se déroulant au Japon, le créateur de la série originale, Craig McCracken, n'est pas directement lié au projet.

## Diffusion
La série est diffusée au Japon à partir du 1er juillet 2006 en remplacement de Chocola et Vanilla (Sugar Sugar Rune) le samedi à 7h00.
Après un marathon des meilleurs épisodes du cartoon Les Supers Nanas et les 5 premiers épisodes de l'anime le 6 décembre 2008 en avant-première, la diffusion a débuté en France sur Cartoon Network le 5 janvier 2009, tous les jours à 18h15 en semaine et à 10h50 le week-end.
Elle a été diffusée sur toutes les chaines Cartoon Network en Asie, Italie et Amérique latine.

## Autres médias

### Bande originale
La bande originale, contenant les musiques de l'anime, les génériques et les chansons interprétées par les héroïnes, sort le 27 juin 2007 au Japon.
Génériques version originale japonaise
Opening
- Kibō no Kakera (希望のカケラ Pieces of Hope) par Nana Kitade (ép. 1-26)
- Jigu THE Appā (ジグ THE アッパー Jig THE Upper) par Hoi Festa (ép. 27-52)

Ending
- Mayonaka no Doa (真夜中のドア Door of Midnight) par Liu Yi Fei (ép. 1-13)
- LOOK par HALCALI (ép. 14-26)
- Tōri Ame (通り雨 Rain that Passes by) par Wiz-US (ép. 27-39)
- Himawari (ひまわり Sunflower) par Hearts Grow (ép. 40-52)

Génériques version anglophone (version utilisée pour la vf)
Ending
- Kibō no Kakera (希望のカケラ Pieces of Hope) par Nana Kitade (ép. 1, 7, 13, 19, 25)
- Mayonaka no Doa (真夜中のドア Door of Midnight) par Liu Yi Fei (ép. 2, 8, 14, 20, 26)
- LOOK par HALCALI (ép. 3, 9, 15, 21)
- Jigu THE Appā (ジグ THE アッパー Jig THE Upper) par Hoi Festa (ép. 4, 10, 16, 22)
- Tōri Ame (通り雨 Rain that Passes by) par Wiz-US (ép. 5, 11, 17, 23)
- Himawari (ひまわり Sunflower) par Hearts Grow (ép. 6, 12, 18, 24)

### Jeu vidéo
Un jeu vidéo avec un gameplay similaire à celui de Mario Party est sorti le 14 juin 2007[Lequel ?]. Il met en scène Belle, Bulle et Rebelle face à Mojo Jojo dans une farandole de minis-jeux. Jouable sur Nintendo DS.

## Différences avec la série originale
- Les filles ne sont pas en maternelle, mais au lycée.
- Les filles doivent se « transformer » en Supers Nanas (style magical girl) pour aller sauver la ville et elles ont un nouveau costume.
- Les filles ne sont pas sœurs, mais amies.
- Les filles n'ont pas été créées par le professeur Utonium, mais elles ont reçu leurs pouvoirs par des « rayons-Z blancs ».
- Les filles ont une famille et, pour certaines, des frères et sœurs (Rebelle a deux frères, Belle a une petite sœur…)
- Rebelle est encore plus « garçon manqué » (elle ne supporte pas les jupes, elle est fan de foot, etc.)
- Les Supers Nanas ZETA utilisent des armes plutôt que des supers-pouvoirs ou la force physique.
- Le maire est plus grand, n'a plus de monocle et de chapeau, et a une attitude un peu moins « bébé ».
- Mademoiselle Keane n'est pas au courant de la vie d'héroïnes des filles.
- Dans le gang des Véreux, La Vipère est une fille. Ils ont une famille aussi. Par exemple Ace a des parents, Big Billy a une mère et un père mentionné, La vipère a un père et une mère mentionné, Little Arturo a des parents et des frères et soeurs, Gumble a un père et une mère mentionné. Ils ont un pouvoir chacun pour semer la terreur et de regner en maitre du mal, au contraire de ceux de cartoon network.
- Un des Invertébrés est une femme.
- Le professeur Utonium a maintenant un fils, Ken Kitazawa (qui étrangement ne porte pas le nom Utonium).
- Sédusa est un ennemi caché dans le corps d'une amie des filles. A la façon de Docteur Jekyll et M. Hyde.
- La Princesse a une transformation de super-méchant.
- Le chien qui parle a été remplacé par Poochie, le chien robot du Pr.Utonium, capable de parler grâce aux rayons-Z blancs qui l'ont touchés et qui renifle les radiations-Z noirs avant de prévenir les filles et enclencher leur transformation.
- Les criminels et monstres géants ont été remplacés par des monstres temporaires qui n'apparaissent que dans un seul épisode et sont caractérisés par des objets banals infectés par la poudre-Z noir de Lui et soignés par la machine du professeur pour regagner leur état normal en fin d'épisode.
- Lui a un look plus forain, habillé d'une mini-robe un peu clown, il porte un bonnet de joker. Sa peau est jaune au lieu de rouge.
- Princesse a une sœur. On voit le visage de sa mère et de son père.
- Les filles ne font pas défendre la ville contre les êtres malveillants et la criminalité, mais défendre l'humanité contre les mauvais actions envers l'humanité.
- Mojo Jojo n'est pas un animal de compagnie du professeur, mais il est dans un zoo.